# System Center Virtual Machine Manager
System Center Virtual Machine Manager (SCVMM) fait partie de la suite de Management System Center de Microsoft. SCVMM permet d’administrer de manière centralisée un nombre important de serveurs virtuels utilisant Microsoft Virtual Server ou plus récemment Windows Server Virtualization. La première version de SCVMM a été disponible en octobre 2007. Une version autonome pour les petites et moyennes entreprises est disponible depuis le mois de janvier 2008.
System Center Virtual Machine Manager permet d’augmenter l’utilisation des serveurs physiques en offrant des fonctionnalités de consolidation vers une infrastructure virtuelle. SCVMM dispose de fonctionnalités d’identification des serveurs candidats à la virtualisation, de migration rapide d’un serveur physique vers une machine virtuelle (P2V), la migration rapide d'une machine virtuelle autre que hyper-v vers une machine virtuelle Hyper-V (V2V) et le placement intelligent d’une machine virtuelle en fonction des données de performance et des règles d’administration. SCVMM permet aussi aux administrateurs et aux utilisateurs finaux de provisionner rapidement de nouvelles machines virtuelles en utilisant les fonctionnalités de self-service. Enfin, SCVMM fournit la console d’administration centrale permettant de gérer l’ensemble des éléments d’un Datacenter virtuel.

## Versions
- System Center Virtual Machine Manager 2008 R2 avec Service Pack 1
  - RTM version 2.0.4276.0
    - Update Rollup 1 version 2.0.4571.0
    - Update Rollup 2 version 2.0.4600.0
- System Center 2012 Virtual Machine Manager 
  - RC version 3.0.5007.0
  - RTM version 3.0.6005.0
    - Update Rollup 1 version 3.0.6019.0
    - Update Rollup 2 version 3.0.6040.0
    - Update Rollup 4 version 3.0.6055.0
    - Update Rollup 5 version 3.0.6057.0
    - Update Rollup 6 version 3.0.6060.0
    - Update Rollup 7 version 3.0.6062.0
- System Center 2012 Virtual Machine Manager avec Service Pack 1
  - CTP1 version 3.1.1042.0
  - CTP2 version 3.1.3010.0
  - Beta version 3.1.3612.0
  - RC version 3.1.5016.0
  - RTM version 3.1.6011.0
    - Update Rollup 1 version 3.1.6018.0
    - Update Rollup 2 version 3.1.6020.0
    - Update Rollup 3 version 3.1.6027.0
    - Update Rollup 4 version 3.1.6032.0
    - Update Rollup 5 version 3.1.6038.0
    - Update Rollup 6 version 3.1.6046.0
    - Update Rollup 7 version 3.1.6084.0
- System Center 2012 R2 Virtual Machine Manager
  - Preview version 3.1.7200.0
  - RTM version 3.2.7510.0  
    - Update Rollup 1 version 3.2.7620.0
    - Update Rollup 2 version 3.2.7634.0
    - Update Rollup 3 version 3.2.7672.0
    - Update Rollup 4 version 3.2.7768.0
    - Update Rollup 5 version 3.2.7828.0
- System Center 2016